# Elena Lobo Corral
Elena Lobo Corral (* 11. Juli 2005) ist eine spanische Tennisspielerin.

## Karriere
Lobo Corral spielt vor allem Turniere auf der ITF Juniors World Tennis Tour und der ITF Women’s World Tennis Tour, auf der sie bislang aber noch keinen Titel gewinnen konnte.
Im Oktober 2021 erhielt sie eine Wildcard für die Qualifikation zu den Tenerife Ladies Open, ihrem ersten Turnier auf der WTA Tour.